# Хеба
Хеба (на старогръцки: Ἥβη) в древногръцката митология е богинята на вечната хубост и цветущата младост, което е и значението на името й. Изобразяване е като прелестна девойка с венец от цветя на главата. 
В древноримската митология на Хеба съответства Ювента (на латински: Iuventa). Дъщеря е на Зевс и Хера. Сестра е на Арес (бог на войната) и Илития (богиня на раждането).
Астероидът „6 Хеба“ е кръстен на нея.

## Живот на Олимп
В обиталището на боговете-олимпийци, младата богиня е натоварена с важна длъжност. На техните пирове/угощения, тя им налива амброзия и нектар.  Впоследствие това е занимание на младеж, наречен Ганимед - потомък на бог Скамандър. Самата Хеба също е била известна и като Ганимеда.
След, като героят Херакъл е по погрешка отровен от Деянира, третата си съпруга, и се самозапалва за да избегне мъките, причинявани му от отровата на Лернейската хидра, размесена с кръвта на кентавъра Нес, той е възкачен на Олимп от своя божествен баща Зевс и превърнат в безсмъртен. Хера, в знак на това, че е преосмислила отношението си към него, смята го за най-велик герой и вече не го мрази (ревнувайки Зевс от майка му Алкмена) му дава за жена дъщеря си Хеба. Според митологията, Хеба ражда от Херкулес двама сина.

## Култ към Хеба
Свещеното дърво на Хеба е кипарисът.
Всеки роб, стъпил в храм на Хеба, получавал свобода.